# San Pedro Jocotipac
San Pedro Jocotipac är en ort i Mexiko.   Den ligger i kommunen San Pedro Jocotipac och delstaten Oaxaca, i den sydöstra delen av landet, 280 km sydost om huvudstaden Mexico City. San Pedro Jocotipac ligger 2 048 meter över havet och antalet invånare är 775.
Terrängen runt San Pedro Jocotipac är kuperad åt sydväst, men åt nordost är den bergig. Runt San Pedro Jocotipac är det ganska glesbefolkat, med 23 invånare per kvadratkilometer. Närmaste större samhälle är San Juan Bautista Cuicatlán, 13,2 km öster om San Pedro Jocotipac. Trakten runt San Pedro Jocotipac består i huvudsak av gräsmarker.